# Nadieżda Zięba
Nadieżda Zięba, z domu Kostiuczyk (ur. 21 maja 1984 w Brześciu) – polska badmintonistka pochodzenia białoruskiego. Uczestniczka igrzysk olimpijskich w Pekinie (2008), Londynie (2012) i Rio de Janeiro (2016). Medalistka mistrzostw Europy w grze mieszanej.

## Kariera
Największe sukcesy odniosła w mikście. Jej partnerem był Robert Mateusiak. Udział na igrzyskach w Atenach (2004) w deblu z Kamilą Augustyn uniemożliwił brak zezwolenia na reprezentowanie barw Polski. Zawodniczka miała obywatelstwo krócej niż dwa lata, więc zgodę na jej udział w igrzyskach musiał wydać białoruski komitet olimpijski, a ten odmówił.
W 2012 na mistrzostwach Europy w Karlskronie w mikście z Robertem Mateusiakiem zdobyła złoty medal. W finale reprezentanci Polski pokonali duńską parę Mads Pieler Kolding – Julie Houmann 2:0 (21:12, 24:22).
W 2010 roku poślubiła wielokrotnego reprezentanta Polski w badmintonie Dariusza Ziębę.

## Osiągnięcia

### Igrzyska Olimpijskie
- ćwierćfinał igrzysk olimpijskich 2008 w mikście z Robertem Mateusiakiem
- ćwierćfinał igrzysk olimpijskich 2012 w mikście z Robertem Mateusiakiem
- ćwierćfinał igrzysk olimpijskich 2016 w mikście z Robertem Mateusiakiem

### Mistrzostwa Świata
- ćwierćfinał mistrzostw świata 2007 w mikście z Robertem Mateusiakiem
- zwycięstwo w mikście Super Series w Hongkongu 2009 w parze z Robertem Mateusiakiem

### Mistrzostwa Europy
- mistrzostwo Europy na mistrzostwach Europy 2012 w mikście z Robertem Mateusiakiem
- wicemistrzostwo Europy na mistrzostwach Europy 2008 w mikście z Robertem Mateusiakiem
- wicemistrzostwo Europy na mistrzostwach Europy 2010 w mikście z Robertem Mateusiakiem
- brązowy medal na mistrzostwach Europy 2008 w drużynie mieszanej

### Mistrzostwa Polski
- w grze podwójnej 7-krotne mistrzostwo Polski
- w grze mieszanej 5-krotne mistrzostwo Polski i 1x wicemistrzostwo (zdobyte wspólnie z mężem)
- w grze pojedynczej 2-krotne wicemistrzostwo Polski

| Rok  | Miasto     | Zawody             | Konkurencja    | Wynik         | Klub                | Partner              |  |
| ---- | ---------- | ------------------ | -------------- | ------------- | ------------------- | -------------------- |  |
| 2004 | Słupsk     | Mistrzostwa Polski | gra pojedyncza | srebrny medal | SKB Suwałki         |                      |  |
| 2004 | Słupsk     | Mistrzostwa Polski | gra podwójna   | złoty medal   | SKB Suwałki         | Kamila Augustyn      |  |
| 2005 | Kraków     | Mistrzostwa Polski | gra pojedyncza | srebrny medal | SKB Suwałki         |                      |  |
| 2005 | Kraków     | Mistrzostwa Polski | gra podwójna   | złoty medal   | SKB Suwałki         | Kamila Augustyn      |  |
| 2006 | Słupsk     | Mistrzostwa Polski | gra podwójna   | złoty medal   | SKB Suwałki         | Kamila Augustyn      |  |
| 2006 | Słupsk     | Mistrzostwa Polski | gra mieszana   | złoty medal   | SKB Suwałki         | Robert Mateusiak     |  |
| 2007 | Suchedniów | Mistrzostwa Polski | gra podwójna   | złoty medal   | SKB Suwałki         | Kamila Augustyn      |  |
| 2007 | Suchedniów | Mistrzostwa Polski | gra mieszana   | złoty medal   | SKB Suwałki         | Robert Mateusiak     |  |
| 2008 | Słupsk     | Mistrzostwa Polski | gra podwójna   | złoty medal   | SKB Suwałki         | Kamila Augustyn      |  |
| 2008 | Słupsk     | Mistrzostwa Polski | gra mieszana   | złoty medal   | SKB Suwałki         | Robert Mateusiak     |  |
| 2010 | Głubczyce  | Mistrzostwa Polski | gra podwójna   | złoty medal   | UKS Hubal Białystok | Kamila Augustyn      |  |
| 2010 | Głubczyce  | Mistrzostwa Polski | gra mieszana   | złoty medal   | UKS Hubal Białystok | Robert Mateusiak     |  |
| 2011 | Słupsk     | Mistrzostwa Polski | gra podwójna   | złoty medal   | UKS Hubal Białystok | Małgorzata Kurdelska |  |
| 2011 | Słupsk     | Mistrzostwa Polski | gra mieszana   | srebrny medal | UKS Hubal Białystok | Dariusz Zięba        |  |
| 2016 | Białystok  | Mistrzostwa Polski | gra mieszana   | złoty medal   | UKS Hubal Białystok | Robert Mateusiak     |  |

## Odznaczenia
- Złoty Krzyż Zasługi[2] (2016)